# Gérard Verette
Gérard Verette, né le 16 janvier 1919 à Paris et mort le 5 janvier 1967 à Thiverval-Grignon, était un aviateur français, champion de voltige aérienne. Il s'est tué en essayant le prototype du CP 100 conçu par Auguste Mudry. L'accident a aussi causé la mort de Jacques Gomy, le pilote d'essai officiel de l'avion.

## Distinctions
- Médaille de l'Aéronautique à titre posthume[2].